# Patimile și Învierea Domnului, oratoriu bizantin de Paști
Compozitorul Paul Constantinescu în Oratoriul bizantin de Paști reușește șă realizeze pentru cultura românească „o premieră absolută, singura încercare de până atunci de a oferi o replică românească – reverențioasă, omagială și totodată originală – oratoriilor bachiene sau, în general, repertoriului european”.
Datând din 1943 – și revizuit în 1948 –, Oratoriul bizantin de Paști este „o simbioză puțin obișnuită și de o forță expresivă remarcabilă, între melodia bizantină și spiritualitatea protestantă a Pasiunilor bachiene. (…) Tensiunea dintre «național» și «universal», atât de discutată în epoca lui Paul Constantinescu și revenită în actualitate pe cu totul alte paliere, este admirabil topită în această partitură”.

## Roluri
| Roluri                          | Tipul de voce | Distribuție la premieră | Versiunea revizuită |
| ------------------------------- | ------------- | ----------------------- | ------------------- |
| Evanghelistul                   | bariton       |                         |                     |
| Maica Domnului; Mironosița 3    | mezzosoprană  |                         |                     |
| Iisus Hristos                   | bas           |                         |                     |
| Mironosița 1; Slujnica 1        | soprană       |                         |                     |
| Mironosița 2; Slujnica 2        | soprană       |                         |                     |
| Iuda; Tâlharul cel rău; Îngerul | tenor         |                         |                     |
| Pilat; Tâlharul cel bun         | bas-bariton   |                         |                     |
|                                 |               |                         |                     |